# Johann Georg Burckhard
Johann Georg Burckhard, latinisiert Janus Gregorius Betulius, (* 24. September 1684 in Sulzbach; † 4. November 1764 in Wolfenbüttel) war ein deutscher Jurist und braunschweig-lüneburgischer Archivar und Geheimer Justizrat.

## Leben
Johann Georg Burckhard stammte aus der Oberpfalz und war der Sohn des evangelischen Pfarrers, Magister Georg Christoph Burckhard an der Stadtkirche in Sulzbach, und Bruder des späteren Stadtphysikus Johann Heinrich Burckhard in Wolfenbüttel sowie der Bruder des Wolfenbüttler Bibliothekars Jacob Burckhard (1681–1753). Er besuchte ab 1699 das Gymnasium in der Stadt Schleusingen im Herzogtum Sachsen-Zeitz. Danach ging er zum Studium der Rechtswissenschaften an die Universität Jena.
Ab dem Jahre 1716 war er als Kanzleisekretär in der braunschweigischen Residenzstadt Wolfenbüttel tätig. Zwei Jahre später wurde er zum Hof- und Lehnssekretär ernannt. Als solcher übernahm er 1726 die Leitung des herzoglichen Archivs. 1728 erfolgte seine Beförderung zum Lehnsrat und 1729 zum Hofrat. Zuletzt war er ab 1749 Geheimer Justizrat am Hof zu Wolfenbüttel.

## Werke (Auswahl)
- (mit Christianus Henricus Erndtel): Epistola ad amicum qua ea, quæ C. H. E. D. i.e. Christianus Henricus Erndtel in relatione de itinere suo Anglicano & Batauo, annis MDCCVI & MDCCVII facto, de Augusta Bibliotheca Wolfenbuttelensi, & seren. ducis Antonii Vlrici secessu in Salinarum valle, recenset, examinata multiplicis arguuntur falsitatis. Præmittuntur, quæ ad Io. Auentini annales Boiorum, & Bas. Fabri thesaurum [...] pertinent, etc., 1710.
- (mit Basilius Faber): Iani Gregorii Betulii Ad Irenæum Philalethem epistola, qua nonnulla ad priorem ipsius epistolam illustrandam, in primis vbi de Bas. Fabri thesauro erudit. schol. et Io. Auentini annalibus Boior. agitur, adferuntur ac iis simul, qui obiecerunt quædam, breuiter respondetur, 1711.

## Ehrungen
Ein zeitgenössisches Ölgemälde von Johann Georg Burckhard befindet sich heute im Niedersächsischen Landesarchiv, Standort Wolfenbüttel.